# 郭利案
郭利是2008年中国奶制品污染事件的维权者之一，因其在获得40万元人民币赔偿并签署和解协议后再要求赔偿，而于2010年1月被判敲诈勒索罪，处以有期徒刑5年。2017年4月7日，广东省高级人民法院再审此案改判郭利无罪。2018年7月31日，郭利发布公开信，要求雅士利集团赔偿4000万美元。

## 事件经过
2008年，中国多个厂家的奶粉都检出三聚氰胺。在了解到此事件后，郭利带着女儿去医院进行检查，结果显示“双肾中央集合系统内可见数个点状强回声”。
2009年4月，郭利将其女儿吃剩的奶粉送至国家食品质量安全监督检验中心检测，检测发现其中部分奶粉的三聚氰胺含量高达132.9mg/kg。但是，广东雅士利集团股份有限公司一直推脱郭利的投诉。之后，郭利通过调查发现，施恩公司的股东之一，美国施恩国际有限公司是在美注册的空壳公司，无生产设施，没有办公地点和工作人员，注册的地方只是加州一个废置的车库。这不符合施恩公司广告所声称的“100%进口奶源”。于是，郭利向多家媒体揭露了施恩公司三聚氰胺严重超标及其“假洋品牌”身份。2009年6月13日，施恩公司与郭利签订和解协议，赔偿40万元，郭利则称“不再追诉并放弃赔偿要求”。
2009年6月，郭利再次与施恩公司进行谈判，郭利提出要求对方再赔偿300万元。媒体称其遭遇“钓鱼谈判”圈套，谈话录音被录下，被雅士利公司作为郭利敲诈勒索的罪证提交。雅士利向潮安县公安局报案，称郭利向雅士利集团进行勒索。
2009年7月23日，郭利被潮安县公安局以涉嫌敲诈勒索罪予以刑事拘留，同年8月5日郭利被执行逮捕。2010年1月8日，潮安县人民法院判决郭利犯敲诈勒索罪，有期徒刑五年。郭利不服，提出上诉。
2010年2月5日，潮州中院裁定驳回上诉，维持原判。广东省高级人民法院于2010年5月31日作出再审决定书，指令潮州中院对此案进行再审。潮州中院再审后于2010年12月30日作出刑事裁定书，裁定维持潮安县法院原判决。在监狱服刑期间，妻子提交了离婚协议书。
2014年7月22日郭利刑满释放。案件于2015年被广东省高级人民法院提审，并于2017年3月22日再审宣判原一审及二审判决撤销，郭利无罪。郭利事后尝试按照同声传译行业平均工资和北京市平均工资提请國家賠償两次均失败，只获得全国平均工资水平的赔偿63万元。

## 后续
2018年7月31日，郭利发布《致雅士利（国际）乳业公开信》，要求雅士利集团赔偿4000万美元。
2024年，郭利出版《A Flying Dad》（中文名为飞人爸爸）一书，书中讲述，他发现奶粉中含有三聚氰胺后，要求雅士利公司赔偿，结果被构陷入狱，在狱中坚持无罪抗争并拒绝监狱方的认罪要求，在监狱中被虐待酷刑等打成残疾，坐满5年刑期，出狱后要求重审，最后获得无罪裁定，拿到按照入狱时间和全国平均工资计算的国家赔偿，而针对他在狱中被打成残疾的人身伤害及精神伤害索赔均被拒绝。而制造这起冤案的当事人雅士利公司当年事发时正谋求在香港上市，而在郭利出狱前整体转让给蒙牛集团，雅士利老板及家族套现超过50亿元后不知所踪。

## 外部連結
- 郭利的新浪微博